# Julostylis polyandra
Julostylis polyandra är en malvaväxtart som beskrevs av N. Ravi och N. Anilkumar. Julostylis polyandra ingår i släktet Julostylis och familjen malvaväxter. Inga underarter finns listade i Catalogue of Life.